# Craquage catalytique
Pour les articles homonymes, voir Craquage (homonymie).
Le craquage catalytique est un craquage dans lequel les grosses molécules d'alcanes se brisent lorsqu'elles sont portées à 500 °C environ. Il fut breveté par Eugène Houdry en 1928.
En résultent un alcane et un alcène de masse molaire plus faible. 
Des catalyseurs à base de platine-molybdène sont utilisés pour favoriser et accélérer cette réaction de craquage.
Les produits obtenus sont par exemple :
- des gaz de chauffe ;
- de la matière première, par exemple l'éthylène ;
- des essences ; après disparition de l'essence au plomb ; le plomb étant, en plus de sa toxicité, nocif pour les pots catalytiques.

Cependant ces essences distillées ne sont pas utilisables dans les moteurs sans reformage catalytique préalable.

## Craquage catalytique en lit fluidisé
Le craquage catalytique en lit fluidisé est un procédé de raffinage qui a pour but de transformer, en présence d'un catalyseur, les coupes lourdes à longues chaînes d'hydrocarbones en coupes légères pour être utilisées dans la fabrication du carburant. Comme toujours, l'objectif est d'avoir le maximum de produits à haute valeur marchande.
En présence du catalyseur, à haute température (450 à 550 °C) et à pression atmosphérique, les grosses molécules hydrocarbonées sont cassées pour obtenir des petites molécules ayant un indice d'octane élevé.
Les premiers catalyseurs étaient constitués par des silices-aluminés dont le caractère acide active la rupture des liaisons entre les atomes de carbone. Ces catalyseurs ont été améliorés par l'incorporation de tamis moléculaires et de terres rares. Ainsi, les opérations de craquage peuvent être conduites à des températures moins élevées sous pression normale. Les dépôts de coke constituent un problème technologique principal à résoudre car il impose une régénération permanente du catalyseur.
Le procédé industriel, toujours utilisé actuellement, est breveté par le Français Eugène Houdry en 1928, c'est le « Fluid Catalytic Cracking » (FCC). Il est basé sur l'utilisation d'un lit fluidisé de catalyseur qui circule entre un réacteur et un régénérateur. Le catalyseur, d'une grosseur d'une cinquantaine de micromètres, est en suspension à l'aide d'une soufflante d'air, et sa circulation est assurée par la différence de pression entre le réacteur et le régénérateur elle-même régulée par des stack-valves disposées sur la sortie des fumées du régénérateur. La charge est injectée dans le catalyseur entrant dans le réacteur dans une canalisation appelée « riser » à l'aide d'injecteurs. Les effluents, débarrassés des entraînements de catalyseurs au moyen de deux ou même trois étages de cyclones, sont envoyés dans la tour de fractionnement. Dans ce procédé, le catalyseur s'écoule de manière continue entre le réacteur et le régénérateur dans lequel est soufflé l'air de combustion, puis retourne au réacteur après avoir été débarrassé du coke accumulé sur le catalyseur lors de la réaction. C'est pour cette raison qu'on appelle ce procédé Fluid Catalytic Cracking.
Les charges qui alimentent le FCC viennent de la distillation sous vide, ce sont les distillats légers et lourds sous vide et aussi de résidus issus des distillations atmosphériques. Après passage des charges dans le réacteur, les effluents sont dirigés vers la tour de fractionnement principale.
- Le fuel gaz est dirigé vers le réseau fuel gaz.
- La coupe C3/C4 sera traitée au gas plant, cette coupe contient beaucoup d'alcènes tels que le butadiène et les butènes.
- L'essence totale de FCC, après désulfuration, sera utilisée dans la fabrication de carburants.
- Le gazole léger de FCC sera utilisé pour fabriquer le gazole moteur ou le gazole de chauffage.
- Le gazole lourd de FCC sera utilisé dans la fabrication du fioul.

À partir des coupes C3 et C4 qui contiennent beaucoup d'alcènes, on peut, par polymérisation produire des bases pétrochimiques.

## Craquage dit « photocatalytique » de l'eau (Photocatalytic water splitting)
Des expériences cherchent à produire de l'hydrogène par craquage de l'eau. 

Ce craquage nécessite encore en fait l'usage d'un autre catalyseur (co-catalyseur) et parfois de réactifs. 

Des systèmes utilisant le rayonnement UV sont connus, qu'on essaye d'étendre à la lumière visible (présente en plus grande quantité),,.